# Philonotis striatula
Philonotis striatula är en bladmossart som beskrevs av Georg Friedrich von Jaeger 1875. Philonotis striatula ingår i släktet källmossor, och familjen Bartramiaceae. Inga underarter finns listade i Catalogue of Life.